# Chi Cá sấu
Chi Cá sấu, tên khoa học Crocodylus, là một chi trong họ Cá sấu Crocodylidae. Chi này gồm 12 loài đang tồn tại và 5 loài đã tuyệt chủng. Loài Cá sấu mũi hẹp thuộc chi Mecistops đôi khi cũng được đưa vào chi này 

## Các loài
Các loài đang tồn tại
- Crocodylus acutus: Cá sấu Trung Mỹ, phân bố ở Trung Mỹ, Caribê tới phía bắc Nam Mỹ
- Crocodylus intermedius: Cá sấu Orinoco, phân bố ở Colombia và Venezuela
- Crocodylus johnstoni: Cá sấu mũi dài hay cá sấu nước ngọt Australia, phân bố ở phía bắc Úc
- Crocodylus mindorensis: Cá sấu Philippines
- Crocodylus moreletii: Cá sấu Mêxico
- Crocodylus niloticus: Cá sấu sông Nin, phân bố ở vùng hạ Sahara, châu Phi
- Crocodylus novaeguineae: Cá sấu New Guinea
- Crocodylus palustris: Cá sấu đầm lầy, cá sấu Ấn Độ hoặc cá sấu Ba Tư, phân bố ở khu vực Nam Á
- Crocodylus porosus: Cá sấu cửa sông, cá sấu nước lợ, cá sấu nước mặn, cá sấu bông, cá sấu lửa, hay cá sấu hoa cà, phân bố ở vùng ven biển khu vực phía đông Ấn Độ, Đông Nam Á tới phía bắc Úc.
- Crocodylus rhombifer: Cá sấu Cuba
- Crocodylus siamensis: Cá sấu Xiêm, cá sấu Thái Lan, hay cá sấu nước ngọt, phân bố ở Đông Nam Á
- Crocodylus suchus: Cá sấu sa mạc, phân bố ở khu vực Tây và Trung Phi.

Các loài tuyệt chủng
- Crocodylus anthropophagus
- Crocodylus bugtiensis
- Crocodylus checchiai
- Crocodylus palaeindicus
- Crocodylus thorbjarnarsoni

## Hình ảnh

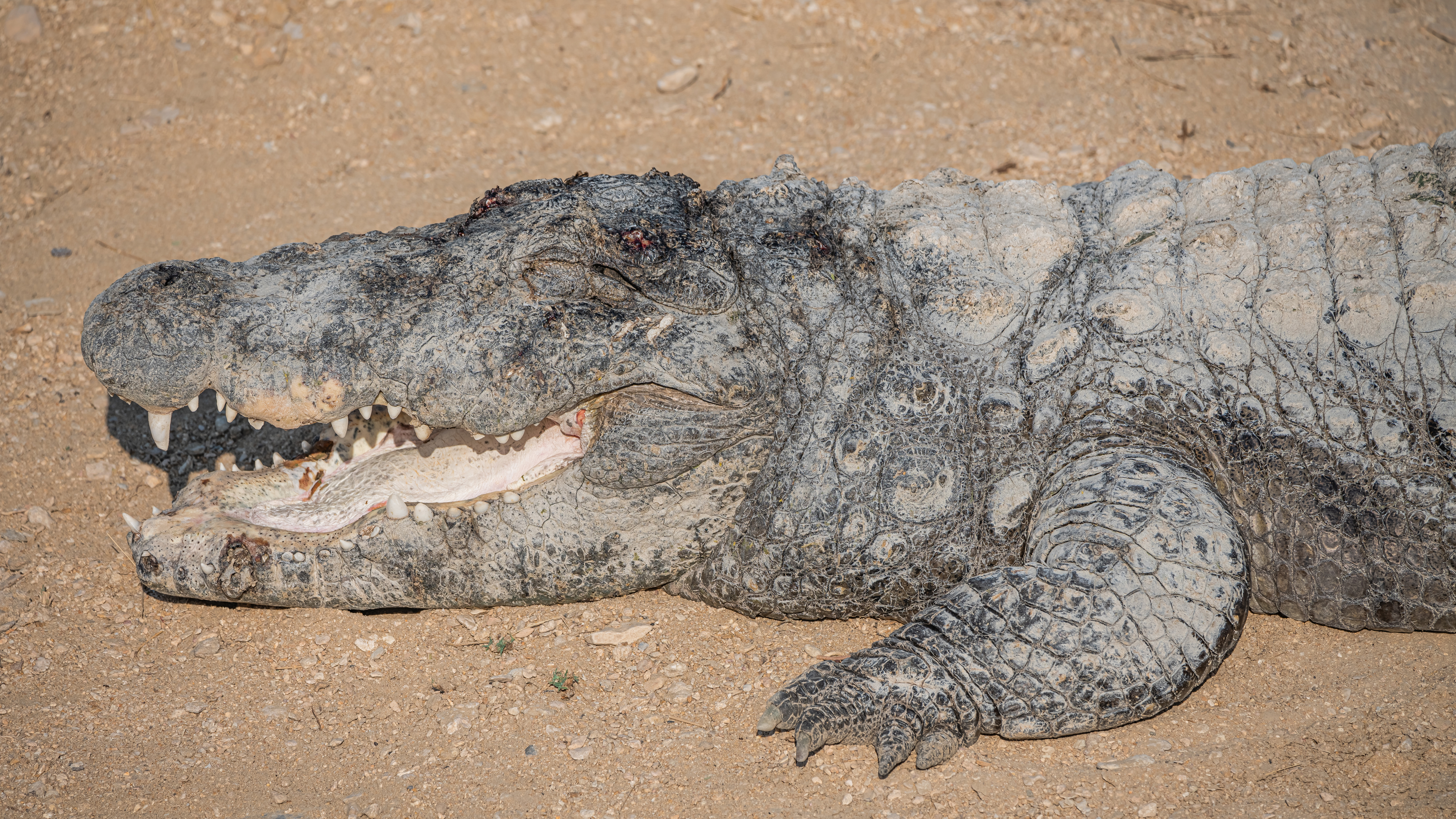
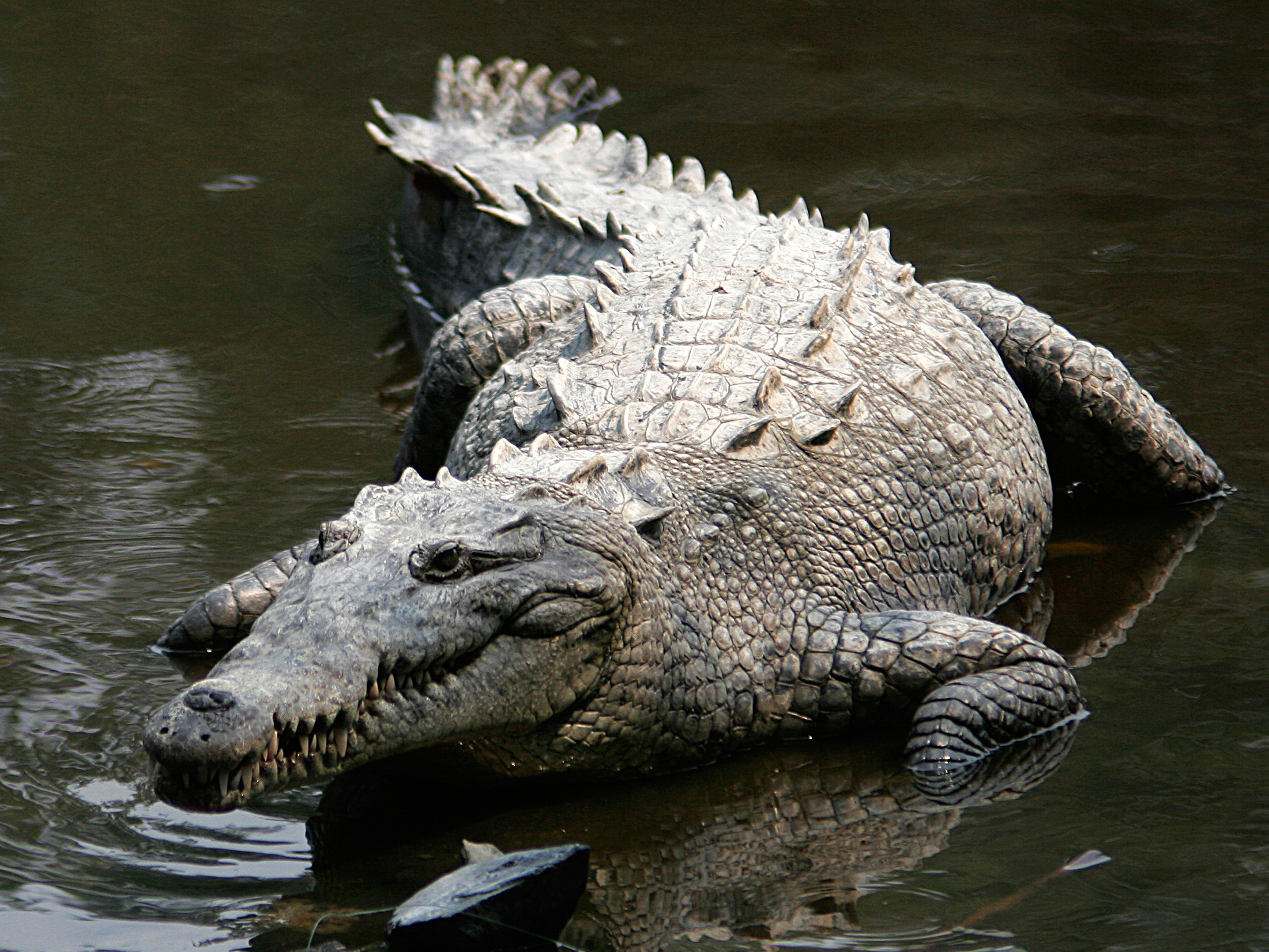